# MBN 뉴스광장
뉴스광장은 대한민국에서 월~금 낮 11시부터 낮 1시까지 텔레비전으로 방송했던 MBN의 평일 낮 시간대 뉴스 프로그램이다.